# Carl Gustafsson (brottare)
Carl "Våran" Gustafsson, född den 14 januari 1865 i Kyrkefalla socken, död den 15 oktober 1903 i Göteborg, var en svensk brottare och styrkelyftare. Gustafsson var en av Göteborgs största idrottsstjärnor på 1890-talet, och representerade Gais, som han var med om att grunda 1894 och vars ordförande han var 1896–1897.

## Biografi
Gustafsson föddes på torpet Bråtaledet under gården Hönebo i Kyrkefalla socken i Västergötland, som tredje barn av sju i en torparfamilj. 1888 flyttade han till Göteborg, där han tog anställning som handelsbiträde. Han arbetade upp sig, och kom så småningom att driva en egen slakterirörelse.
Som idrottare inriktade sig den storvuxne Gustafsson på tyngdlyftning och brottning, och han nådde framför allt framgång i den senare idrotten. Gustafssons mest omtalade seger ägde rum den 1 november 1896, då han inför 10 000 åskådare besegrade den osmanska sultanens hovbrottare Memisch Effendi på Idrottsplatsen i Göteborg (platsen där senare Gamla Ullevi byggdes), men han besegrade även storheter som "Den svenske Herkules" Oscar B. Wahlund, tyske John Carlo Rasso och danske Camillus Evertsen.
Den 15 oktober 1903 avled Carl Gustafsson medan han lastade fläsk vid sitt slakteri, troligen av hjärtinfarkt. Han blev 38 år gammal.